# Peter Šumi
Peter Šumi, slovenski telovadec in podjetnik, * 29. junij 1895, Kranj, † 21. maj 1981, Dunaj.
Šumi se je aktivno začel ukvarjati z gimnastiko leta 1912, ko se je preselil v Ljubljano, pri Sokolu pod vodstvom Viktorja Murnika. V svoji karieri se je udeležil treh Svetovnih prvenstev, leta 1922 v Ljubljani, leta 1926 v Lyonu in 1930 v Luksemburgu, Olimpijskih iger pa se zaradi neznanega razloga nikoli ni udeležil kot tekmovalec, le kot sodnik v letih 1928 in 1936. V mnogoboju, ki je tedaj poleg gimnastičnih vaj na orodjih vključeval še plavanje in atletiko, je v letih 1922 in 1926 postal dvakratni zaporedni svetovni prvak, dosežek, ki ga ni uspel ponoviti še noben telovadec do leta 2007, ko je to dosegel tudi kitajski atlet Jang Vei.
Skupaj z bratom Francem je bil leta 1920 soustanovitelj podjetja Sava Kranj.
Leta 2012 je bil sprejet v Hram slovenskih športnih junakov.